# Калугареаса (Горж)
Калугареаса (рум. Călugăreasa) насеље је у Румунији у округу Горж у општини Пригорија. Oпштина се налази на надморској висини од 277 m.

## Становништво
Према подацима из 2002. године у насељу је живело 676 становника, од којих су сви румунске националности.